# 回鹘汗国
回鹘汗国（羅馬化：Toquz Oɣuz budun），又譯回紇，又稱九姓烏古斯，是由突厥民族回鹘人在今蒙古高原建立的游牧帝国。回鹘汗国初期由藥羅葛氏为可汗，内乱後被阿跌氏夺权。
回鹘原是由回紇與烏揭（烏古斯人）組成的聯盟，部族共分十九姓，通行与古突厥语仅存在方言差异的回鹘语，早期使用突厥文字，后改用源自粟特字母的回鹘字母记录文字。《舊唐書·迴紇列傳》記載，回紇本为藥羅葛、胡咄葛、啒羅勿、貊歌息訖、阿勿嘀、葛薩、斛嗢素、藥勿葛、奚邪勿等九姓部落联盟，其可汗出自藥羅葛氏；後來回紇擊破拔悉密、葛邏祿兩部，統號十一部落。当时的突厥汗國在古突厥文中習慣稱呼回紇人为Toquz-oghuz，意即“九姓乌古斯”，“乌古斯（oghuz）”在古突厥语中有“部落”、“联盟”、“姓”之意。有人则认为回纥的族名为古突厥语的Uyghur，意為團結、同盟輔助，见于《磨延啜碑》有十回紇和九烏古斯（九姓）的记载。而另一解释称，回紇族名的词源为oigur，是森林中人與十個游牧氏族。

## 歷史

### 源流
隋大业元年（605年），回鹘与其他铁勒部族反抗东突厥奴役，回鹘部的特健被推为联盟首领。后其子菩萨率众与薛延陀大败东突厥。唐贞观六年（632年），有契苾部千余家在契苾何力的率领下从焉耆来到沙州，被唐朝安置在甘、凉二州。贞观二十一年（647年），回鹘酋长吐迷度在独逻河（今蒙古国土拉河）起兵，回紇的首領不稱可汗，稱俟利發，并与唐朝一起消灭了薛延陀汗国，称臣于唐朝。吐迷度被唐朝封为怀化大将军兼瀚海都督。唐室無力壓制周邊時，汗國實質上取得獨立。

### 建國
唐天宝元年（742年），回纥与葛逻禄，拔悉密起兵，推翻了後突厥汗國，殺突厥白眉可汗，正式建立回鹘汗国。2年后回紇與葛邏祿推翻拔悉密，骨力裴罗受封為「奉義王」及「骨咄祿毗伽闕懷仁可汗」。汗廷（牙帳）設于鄂爾渾河流域乌德鞬山（今蒙古国杭爱山），居民仍以遊牧為主。他們的另一支烏紇生活在天山北部，半農牧生活，屬於西丁零，是烏古斯人的前身。回紇有九氏族，最強是藥羅葛。后来加入拔悉密、葛逻禄，又称十一姓。

### 強盛

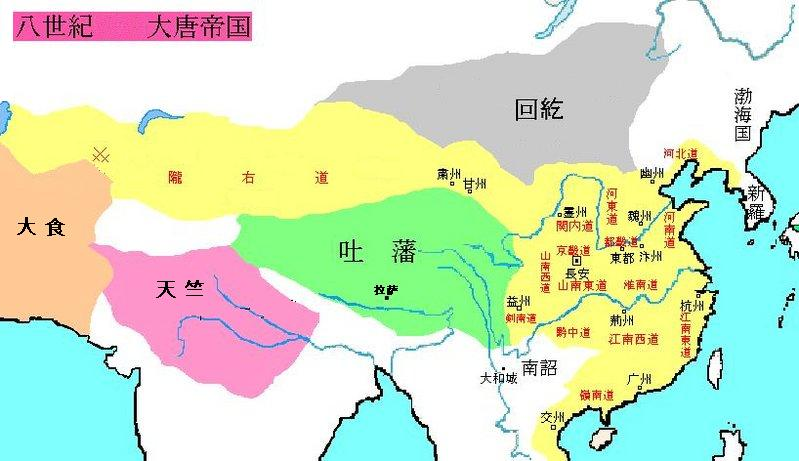
天宝九年（750年）大唐與周邊國家地圖

立國後，回紇因歷史的關係一度與唐朝的关系友好，不像其他遊牧部落建立的政權都要對中国進行侵扰與掠奪。756年，唐朝敦煌王李承寀纳毗伽公主（回纥英武可汗女，药罗葛氏）为妃。回紇曾經三次向唐朝和親，希望李唐皇室远嫁公主給回紇為妻，唐肅宗乾元元年（758年），寧國公主嫁葛勒可汗为可敦，葛勒可汗死，寧國公主返回唐朝，荣王女嫁英武可汗为可敦，被称为小宁国公主。另二次是在唐德宗貞元四年（788年）嫁咸安公主、唐憲宗時期嫁太和公主。互市方面，回紇多次与唐朝絹馬互市，一匹馬四十匹絹。一般一年五六千匹至數萬匹馬。
最盛時疆域東接室韋，西至阿爾泰山伊塞克湖托克莫克一帶（今吉尔吉斯斯坦），南跨大漠。北至葉尼塞河與今圖瓦共和國。回紇人曾經在鄂爾渾河上游的杭愛山建設一城，名為窩魯朵八里。有一部分回紇人被派到圖瓦一帶，因此圖瓦人中有一個叫十回紇的部落。他們在很早已半定居，磨延啜（葛勒可汗）時代在色楞格河有一富貴城，是由粟特工匠建的。
安史之亂時，唐向回紇借兵，得其出動4000騎兵協助平叛。回紇自恃平亂有功，在762年收復叛軍佔領的東都洛陽時，回紇軍將財帛盡數搶掠。後其連年的侵擾唐邊境，西域地區更是在之後三十五年時間內陸續被吐蕃和回紇所完全佔領。

### 衰弱
唐建中元年（780年），登里可汗与唐疏离，宰相顿莫贺达干（登里堂兄）击杀登里，自立为合骨咄禄毗伽可汗，并向唐称臣，被唐封为武义成功可汗。788年或809年(《新唐书》为788年，《旧唐书》此事在809年)，武义成功可汗请求唐将“回紇”改称“回鹘”。唐朝准许改名，并册封顿莫贺达干为长寿天亲可汗。
回鹘後因統治無道，內訌不斷。回紇汗國末期，汗族藥羅葛氏被推翻，鐵勒部之一的阿跌氏篡奪了政權，於846年被所屬部黠戛斯所亡。回鹘人部分西迁部分南下，南下的回鹘人与唐朝发生冲突，唐朝张仲武、刘沔、石雄等数次击败回鹘，杀获十几万回鹘，其中有大量回鹘侯王贵族。部分回鹘人西遷後，政權又被鐵勒部的僕固氏篡奪。

### 西遷
840年，龐特勤率回鶻十五部，分三路西遷：
- 一遷吐魯番盆地，稱高昌回鶻或西州回鶻（包括龟兹回鹘），現代维吾尔族自1922年開始自稱其爲自己的族源[8]。高昌回鶻王族帶領拒絕接受察合台汗國的伊斯蘭化的族人東遷甘肅[9]，有研究認爲其中一部分成爲裕固族的族源之一[10]，而剩餘的高昌回鶻則被同化而消失。
- 一遷帕米爾高原西部至楚河一帶，稱蔥嶺回鶻。即是日后被伊斯兰化的喀喇汗王朝统治的主体部落，融入葛邏祿人，葛邏祿語與現代維吾爾語關係最近，现代维吾尔族主体应该来自于葛邏祿人和一部分伊斯兰化的回鹘人融合。
- 一遷河西走廊，稱甘州回鶻，後來成為河西地方的土著，融合了部分西州回鶻以及蒙古族等其他民族，形成現在的裕固族[11]。

留在原地的一部分融入契丹。遼太祖耶律阿保機的皇后述律平就是回紇人后裔，耶律德光后將述律氏賜姓蕭氏。
一部南下，烏介可汗的兄弟逃亡唐朝天德軍塞下，要求內附，這部分可能成為汪古。
其中前兩支定居天山山脉南北的回紇，據稱成為今天的維吾爾族祖先的一部分。回鶻汗國亡後，仍有大量回鶻人停留在漠北，融入其他突厥语部落，如乃蛮和克烈与回鹘存在文化联系。遼代有“阿薩蘭回鶻大王府”（阿思懶王府）和“回鶻國單于府”。

## 語言文字
鄂爾渾河流域的古突厥文石碑，有一部分由回紇人刻成。石碑使用突厥文，屬突厥語系回鹘语。
回紇人原使用突厥文 ，西遷之後改為採用粟特文字母拼寫自己的回紇語，學界稱之為回鶻文，也有學者認為回鶻文字母是源自景教徒的敘利亞文。回鶻文是回鶻式蒙古文和滿文的始祖。

## 回鶻君主列表

### 附属突厥时期
- 特健俟斤
- 菩薩
- 吐迷度
- 婆閏
- 比栗（比粟毒）
- 獨解支
- 伏帝匐
- 承宗
- 伏帝難

### 汗国诸汗
- 懷仁可汗 骨力裴羅
- 英武可汗 磨延啜
- 牟羽可汗 移地健
- 長壽天親可汗 頓莫賀
- 忠貞可汗 多邏斯
- 奉诚可汗 阿啜
- 懷信可汗 骨咄祿
- 滕里可汗
- 保義可汗
- 崇德可汗
- 昭禮可汗 曷薩特勤
- 彰信可汗 胡特勤
- 㕎馺可汗 㕎馺特勤
- 乌介可汗 烏希特勤
- 遏捻可汗